# Pokretna kulturna baština
Pokretno kulturno dobro, kulturno dobro, pokretne stvari koje su od umjetničkoga, povijesnoga, paleontološkoga, arheološkoga, antropološkog i znanstvenog značenja. 
Pokretno kulturno dobro može biti:
- zbirka predmeta u muzejima, galerijama, knjižnicama i drugim ustanovama, kao i u drugim pravnim osobama te državnim i upravnim tijelima uključujući i kod fizičkih osoba,

- crkveni inventar i predmeti,

- arhivska građa, zapisi, dokumenti, pisma i rukopisi,

- filmovi,

- arheološki nalazi,

- antologijska djela likovnih i primijenjenih umjetnosti i dizajna,

- etnografski predmeti,

- stare i rijetke knjige, novac, vrijednosni papiri, poštanske marke i druge tiskovine,

- dokumentacija o kulturnim dobrima,

- kazališni rekviziti, skice, kostimi i sl.,

- uporabni predmeti (namještaj, odjeća, oružje i sl.), prometna i prijevozna sredstva i uređaji, predmeti koji su značajna svjedočanstva razvitka znanosti i tehnologije. 
Pokretno kulturno dobro podliježe sustavu zaštite, očuvanja, čuvanja, održavanja, sprovođenja zaštite, i za nj je nadležno određeno tijelo. U Hrvatskoj je to Konzervatorski odjel Ministarstva kulture, na čijem se području kulturno dobro nalazi, a za područje Grada Zagreba Gradski zavod za zaštitu spomenika kulture i prirode u Zagrebu.